# موتيسية خلابة
موتيسية خلابة (الاسم العلمي: Mutisia speciosa) هو نوع نباتي يتبع جنس الموتيسية من فصيلة النجمية.